# Безденежье
Безденежье — деревня в Тужинском районе Кировской области. Входит в состав Тужинского городского поселения. 

## География
Находится на расстоянии примерно 7 километров по прямой на запад-юго-запад от районного центра поселка Тужа.

## История
Известна с 1891 года как починок Безденежный (Яновский). В 1905 году учтено дворов 20 и жителей 157, в 1926 (уже деревня Безденежье) 31 и 171, в 1950 35 и 135. В 1989 году проживало 199 жителей .

## Население
Постоянное население составляло 98 человек (русские 98%) в 2002 году, 10 в 2010.